# صليب الحرب 1914-1918 (فرنسا)
صليب الحرب 1918-1914 ((بالإنجليزية: War Cross)‏)، كان وسام شرف تم إنشاؤه لأول مرة خلال الحرب العالمية الأولى للخدمة العسكرية الشجاعة التي قدمها الفرنسيون والحلفاء. بعد وقت قصير من اندلاع الحرب العالمية الأولى، شعرت السلطات العسكرية الفرنسية بضرورة إنشاء جائزة عسكرية جديدة. في ذلك الوقت كانت هناك ميدالية أخرى تسمى اقتبس من اليوم (بالفرنسية: Citation du jour)‏ والتي كانت على شكل وثيقة ورقية. في نهاية عام 1914، حاول الجنرال بويل، القائد العام للفرقة الرابعة الفرنسية، إقناع الحكومة الفرنسية بإنشاء جائزة عسكرية رسمية. موريس باري ، كاتب مشهور وممثل باريس، دعم بويل في جهوده. في 23 ديسمبر 1914، قدم جورج بونيفوس، عضو البرلمان الفرنسي .